# Messy Shelters
Mikkel Bolding, kendt som Messy Shelters er en indiepop-musiker og producer fra Danmark.
Mikkel Bolding skriver selv sangene, men er også blevet assisteret af medlemmer fra sit liveband. Han valgte navnet, efter eget udsagn, for at man ikke skulle høre om det var en solist eller et band.
Messy Shelters har blandt andet spillet til Skive- og SPOT Festival i 2009 og Roskilde Festival 2011.

## Diskografi
- Abandonship (2008)
- Root System (2011)